# کوکتون (ویرجینیای غربی)
کوکتون (به انگلیسی: Coketon) یک منطقهٔ مسکونی در ایالات متحده آمریکا است که در شهرستان توکر، ویرجینیای غربی واقع شده‌است.